# Вербов Олексій Ігорович
Олексій Ігорович Вербов  (рос. Алексей Игоревич Вербов, 31 січня 1982) — російський волейболіст, олімпійський медаліст.

## Виступи на Олімпіадах
| Олімпіада  | Дисципліна | Місце |
| ---------- | ---------- | ----- |
| Афіни 2004 | волейбол   | 3     |
| Пекін 2008 | волейбол   | 3     |